# Camino a campo abierto
Camino a campo abierto (en alemán Der Weg ins Freie', aunque suele aparecer en las bibliografías como El camino de la libertad o Hacia la libertad. Publicado en España por editorial Cátedra con el título "En busca de horizontes") es, junto a Teresa: crónica de la vida de una mujer una de las dos novelas más amplias del autor austriaco Arthur Schnitzler. Escrita en 1908, en ella refleja en la existencia del personaje principal su propia forma de vivir según declara en su diario personal: 

Revolucionario sin coraje, aventurero sin capacidad para soportar las incomodidades, egoísta sin clemencia y, en fin, artista nada hacendoso. Me conozco a mí mismo, pero no tengo tendencia a mejorar.

## Argumento
El protagonista, Barón Georg von Wergenthin es un joven compositor perteneciente a la aristocracia que, como era común en sus días para la gente de su clase social, hace discurrir su existencia entre salones de la alta sociedad de la Austria Imperial y los círculos artísticos de los cafés de Viena. Un gran golpe en su vida le hará enfrentarse a la cruel realidad.